# Gypona marginata
Gypona marginata är en insektsart som beskrevs av Fabricius 1787. Gypona marginata ingår i släktet Gypona och familjen dvärgstritar. Inga underarter finns listade i Catalogue of Life.